# Ikalto (wieś)
Ikalto – wieś w Gruzji, w regionie Kachetia, w gminie Telawi. W 2014 roku liczyła 2034 mieszkańców.